# Phyllomyias uropygialis
Phyllomyias uropygialis là một loài chim trong họ Tyrannidae.